# Pere Terrencs

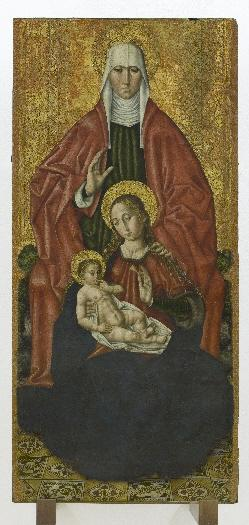
Santa Ana triple, temple sobre tabla, 170 x 79 cm, Museo de Mallorca. Procedente de Alaró, la tabla se ha atribuido también a Martín Torner.

Pere Terrencs (fl. 1479-1528) fue un pintor gótico hispanoflamenco activo en Mallorca.
Natural de Mallorca, donde se le documenta ya en 1479, se formó en Valencia antes de establecerse definitivamente en 1483 en Palma de Mallorca donde desde ese año y hasta 1528 se le encuentra ampliamente documentado. El mismo año de su establecimiento definitivo en Mallorca contrató con el tintorero Francesc Ballester un retablo que había de constar de tres tablas y predela dedicado a los santos Francisco, Catalina y Práxedes, y una Santa Práxedes para la cofradía de San Jorge. En 1488 fue nombrado pintor oficial de la Universitat de la Ciutat i Regne de Mallorca al tiempo que cobraba con el pintor castellano Alonso de Sedano el último pago por la pintura del retablo del convento franciscano de Sóller del que se habían ocupado conjuntamente, y contrataba la remodelación del retablo de la capilla del Ángel Custodio del Reino de la catedral de Mallorca. A partir de 1494 y hasta 1526, al menos, compatibilizó la pintura de retablos con la ejecución de cartones para bordados e incluso ilustraciones de libros. En 1498 contrató con el mercader Pere Companyó el retablo de la Virgen del Rosario para la parroquial de Felanich, que según estipulaba el contrato debía pintar al óleo, técnica que emplearía también en la pintura de un retablo para el síndico de Manacor Andreu Mesquida, especificándose en este caso que se utilizaría el óleo «excepto los colors que no es poden pintar al oli».
Perdidas las obras que hasta 1985 habían podido ser documentadas a nombre de Terrencs, Chandler R. Post reunió en torno a un maestro anónimo, autor del retablo del convento de San Francisco, un grupo de obras de carácter hispanoflamenco localizadas en Mallorca, que asignó al que llamó maestro de San Francisco, el cual podría identificarse con Terrencs. Un segundo grupo de obras anónimas estilísticamente próximas a las anteriores pero de mano diversa, de entre las que destacaba la Santa Ana Triple o Triple Generación del Museo de Mallorca, podrían relacionarse, en opinión de Post, con dos sargas de la arciprestal de Morella pintadas por el mallorquín Martín Torner, documentado en Valencia de 1480 a 1495. Sin embargo, el hecho de que Torner tuviese fijada su residencia de forma permanente en Valencia, en contraste con el abundante número de obras que se le asignan en Mallorca, y la aparición de unos documentos de pago que permiten asignar a Terrencs el retablo de San Jerónimo en el monasterio de su nombre, una de las tablas que se habían asignado a Torner, ha llevado a invertir la relación establecida por Post y a atribuir a Terrencs las obras que aquel había considerado de Torner, si bien la cuestión no puede darse enteramente por cerrada.